# Kalendarium Wojska Polskiego 1866–1906
Kalendarium Wojska Polskiego 1866-1906 – wydarzenia w polskich formacjach wojskowych w latach 1866–1906.

## 1866
maj
- trwały próby sformowania Legionu Polskiego we Włoszech[1]

24 czerwca
- wybuch powstania zabajkalskiego

## 1867
7 lutego
- założono Towarzystwo Gimnastyczne „Sokół”[1]

## 1870
23 sierpnia
- Emigracja wzywała do formowania Legionu Polskiego w obronie Francji[1]

październik
- Formowanie Legionu Polskiego w Lyonie[1]
- Józef Hauke-Bosak wstępuje do armii Garibaldiego[1]

## 1871
21 stycznia
- śmierć gen. Haukego pod Dijon[1]

23 maja
- śmierć Jarosława Dąbrowskiego[1]

## 1876
lipiec-sierpień
- utworzono konspiracyjne organizacje polskie we Lwowie[1]

## 1877
lipiec
- Zjazd polskich działaczy konspiracyjnych w Wiedniu[1]
- Wyłonienie tajnego Rządu Narodowego[1]

## 1904
13 listopada
- Zbrojna demonstracja na Placu Grzybowskim w Warszawie[2][3]

## 1905
marzec
- Podjęcie przez PPS akcji zbrojnych w Królestwie Polskim[2]

22 czerwca
- Wybuch powstania łódzkiego[2][4]

## 1906
7 listopada
- Akcja bojowa na pociąg pocztowy pod Rogowem[2]